# Giacomo Cavedone
Giacomo Cavedone, född 1577 och död 1660, var en italiensk målare.
Cavedone utbildades vid Carracciernas akademi i Bologna men tog även intryck av Venetiansk konst. Från Cavedones tidigaste och bästa period märks de delvis bevarade freskerna i San Michelei Bosco. Hans produktion omfattar främst religiös konst.